# Riviera (atletica leggera)

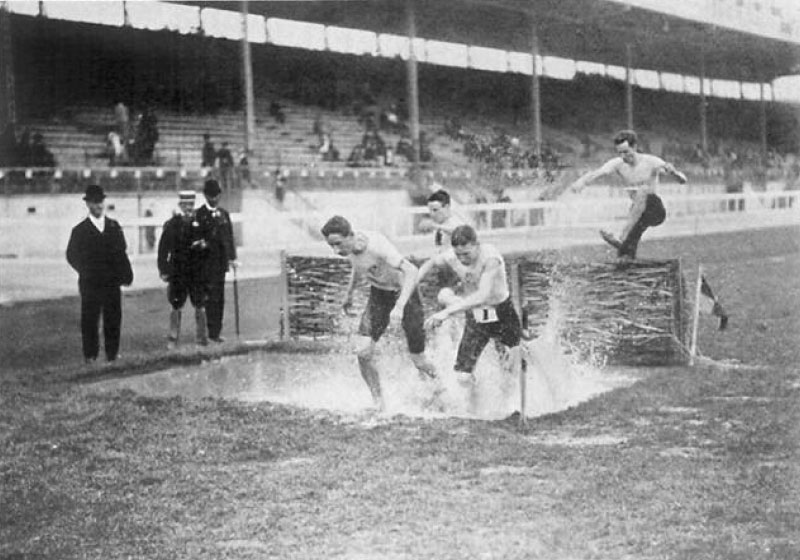
Un passaggio della riviera ai Giochi olimpici di

Nella gara dei 3000 metri siepi di atletica leggera, la riviera è il penultimo ostacolo.
Esso consiste in una barriera mobile alta 91 cm, stabilizzata da pesanti supporti in ferro, seguita da una vasca piena d'acqua, scavata all'interno della pista.
La vasca misura 3,66 x 3,66 metri ed ha profondità variabile in quanto il suo pavimento è inclinato, così che la profondità dell'acqua diminuisce in altezza via via che ci si allontana dalla rampa.